# Andrus Kivirähk
Andrus Kivirähk (Tallinn. 1970. augusztus 17.) észt újságíró, író, forgatókönyv- és színműíró.
Regényei és gyerekkönyvei egyaránt rendkívül népszerűek hazájában, művei mindkét műfajban számos díjat nyertek.
Apja Ants Kivirähk (1928–1986) színész és rendező, 1955–1979 között az Észt Televízió gyermek- és ifjúsági műsorainak rendezője, majd a az állami bábszínház igazgatója. Bátyja, Juhan Kivirähk (1957) szociológus.

## Életpályája
1988 -ban érettségizett, majd a Tartui Egyetemen újságírás szakon végzett 1993-ban, akkor indult újságírói pályájája. Az 1990-es években a Eesti Päevaleht című lapnál állandó rovata volt, Ivan Orava, a „Köztársaság Őre” kitalált néven rendszeresen közölte humoros, szatirikus cikkeit. „Ivan Orava emlékiratai”-nak könyve 1995-ben jelent.
2000-ben megjelent Rehepapp ehk November (magyar kiadásban: Ördöngös idők) című maróan szatirikus regényében „November harminc napjának történéseit meséli el a szerző, melyekben szépen megfér egymás mellett a vaskos realitás és az észt folklór tüneményes világa." A könyv alapján készült mozifilmet 2017-ben mutatták be Észtországban.
2010-ben a Vikerkaar kulturális folyóirat főszerkesztője a legnépszerűbb kortárs észt írónak nevezte, hozzátéve: színpadi és prózai műveinek „népszerűsége egyfajta burleszk, abszurd és tiszteletlen humoron alapul.”

## Könyvei
(Válogatás)
- Ivan Orava mälestused, ehk, Minevik kui helesinised mäed (1995)
- Liblikas (1999)
- Sirli, Siim ja saladused (1999)
- Rehepapp ehk November (2000)
- Helesinine vagun (2003)
- Mees, kes teadis ussisõnu (2007)
- Suur Tõll, Varrak (2014)
- Sinine sarvedega loom (2019)
- Tont ja Facebook (2019)

### Magyarul megjelent kötetei
- Ördöngös idők (Rehepapp ehk November); ford. Segesdi Móni; Valo-Art, Budapest, 2004 (Polar könyvek)
- Kék vagon. Színmű két felvonásban; szerk., előszó V. Tóth László, ford. Patat Bence; Kráter, Pomáz, 2005; „a posztkommunista társadalmak tudathasadásos állapotát mutatja be”[9]
- Sári, Samu és a titkok; ford. Segesdi Móni; Cerkabella, Szentendre, 2008
- Andrus Kivirähk breviárium; ill. Asko Künnap, ford. Korencsi Krisztina, Márkus Virág, Segesdi Móni; Észt Intézet–Pluralica, Budapest, 2011[10]
- Az ember, aki beszélte a kígyók nyelvét; ford. Kőhalmy Nóra; Typotex, Budapest, 2015 (Science in fiction)
- Ördöngös idők; ford. Segesdi Móni; 2. jav. kiad.; Gondolat, Budapest, 2018
- A mumus és a Facebook; ill. Heiki Ernits, ford. Segesdi Móni; Cerkabella, Szentendre, 2020
- Szépséges kék állat; ford. Segesdi Móni; Gondolat, Budapest, 2021

A könyv a 20. század elején élt észt festő, Oskar Kallis (1892–1918) fiktív naplója. Az író „jellegzetes írói eszközei – az abszurd humor, a szárnyaló fantázia és a mitológiához való kapcsolódás – ebben a regényben is szerephez jutnak.” (ford. Segesdi Móni. Litera, 2021-05-25)